# Соглашение об утилизации плутония
Соглашение об утилизации плутония (СОУП, англ. Plutonium Management and Disposition Agreement, PMDA) — договор между США и Россией в области утилизации оружейного плутония, подписанный в 2000 году и ратифицированный в 2011 году. В рамках соглашения каждой стороной планировалось утилизировать по 34 тонны оружейного плутония, не являющегося более необходимым для целей обороны. Утилизация возможна путём перевода в иные формы, в том числе в МОКС-топливо, используемое в ряде АЭС для производства электроэнергии, и последующего облучения топлива в реакторах, или другими способами. Каждая сторона приняла обязательства утилизации не менее, чем 34 тонн плутония, фактическое начало переработки планировалось на 2018 год.

## История
Сокращение ядерных вооружений, в том числе в рамках таких международных договоров, как СНВ-I (вступил в силу в 1994 году), привело к извлечению в США и России значительных объёмов оружейных расщепляющихся материалов из демонтируемых ядерных зарядов. С 1993 года действовала программа «ВОУ-НОУ» по утилизации получаемого высокообогащённого урана путём разубоживания (разбавления) до низкообогащённого с последующим использованием в качестве ядерного топлива на обычных АЭС. Однако утилизация оружейного плутония является более сложной задачей. Плутоний хранился в США и России под контролем МАГАТЭ; по некоторым оценкам, объёмы хранения оружейного плутония в России могли составить до 50 тонн
19-20 апреля 1996 года прошла Московская встреча на высшем уровне по ядерной безопасности, на которой была принята Декларация, включавшая намерения по выработке стратегий хранения и утилизации избыточных делящихся материалов. В октябре 1996 года эксперты нескольких стран провели встречу в Париже, на которой рассматривались способы утилизации. По результатам встречи предпочтительной схемой было выбрано сжигание в виде МОКС-топлива в АЭС, дополнительным вариантом стала иммобилизация (остекловывание).
В 1996 году двусторонняя рабочая группа по рассмотрению возможных вариантов утилизации избыточного оружейного плутония, действовавшая с 1994 года, опубликовала отчет о проведенных исследованиях. В июле 1998 года было подписано российско-американское межправительственное соглашение о научно-техническом сотрудничестве в области обращения с плутонием, выведенным из ядерных военных программ.
2 сентября 1998 года президенты России и США приняли Совместное заявление «О принципах обращения и утилизации плутония, заявленного как не являющегося более необходимым для целей обороны», в котором подтвердили намерения по поэтапному изъятию каждой страной около 50 тонн плутония и его необратимой переработке. В 1999—2000 годах производилась разработка межправительственного соглашения по утилизации.
Договор был подписан 29 августа 2000 года в Москве и 1 сентября 2000 года в Вашингтоне вице-президентом США Альбертом Гором и премьер-министром России Михаилом Касьяновым.
По состоянию на 2001 год планировалось начать утилизацию не позднее 2007 года в количестве не менее 2 тонн в год.
15 сентября 2006 года в Вашингтоне был подписан первый дополнительный протокол к соглашению об утилизации плутония.
13 апреля 2010 года в Вашингтоне был подписан второй дополнительный протокол к соглашению.
По сообщениям от 2010 года, начало утилизации планировалось на 2018 год.
Ратификация договора и протоколов проведена в июне 2011 года, после чего договор вступил в силу.

## Предприятия по переработке
С российской стороны в 2010 году предприятие ГХК в г. Железногорске было выбрано как площадка для создания промышленного производства МОКС-топлива для реакторов БН-800, стоимость проекта оценивалась в 7 млрд рублей. Запуск производства был произведен в 2015 году. На этих мощностях могли бы выполняться обязательства страны по утилизации плутония в рамках соглашения.
В США строительством завода MFFF (англ. Mixed oxide Fuel Fabrication Facility) с 2007 года на площадке Саванна-Ривер занималась Duke Cogema Stone (ныне — Shaw-AREVA MOX Services), проект оценивался в 4,8 млрд долл, однако с 2013 года наблюдаются проблемы с финансированием и строительство было остановлено на уровне около 70 % готовности. 8 февраля 2019 года Комиссия по ядерному регулированию (NRC) США аннулировала строительную лицензию для MOX-завода в Саванна-Ривер, на строительство было потрачено 8 млрд. долларов, для достройки просили выделить из бюджета ещё 17,3 млрд., но оказалось проще закрыть завод.

### Иные варианты утилизации
В США изучаются альтернативные варианты утилизации плутония, в частности, путём разбавления и захоронения. Представители МИД РФ считают такой способ нарушающим соглашение, поскольку потенциально при нём остаётся возможность возврата плутония.

## Приостановление
3 октября 2016 года президент России В. Путин распорядился о приостановлении договора по причине неспособности обеспечить выполнение обязательств американской стороной. Действие соглашения будет приостановлено через 120 дней после получения уведомления о приостановлении.
Протокол 2010 года налагал на БН-800 и переработку его топлива ряд ограничений, препятствовавших проектам по внедрению ЗЯТЦ — замыкания ядерного топливного цикла.